# Königreich Luang Prabang
Das Königreich Luang Prabang (auch Luang Phrabang, laotisch ພຣະຣາຊອານາຈັກຫລວງພະບາງ) war ein Herrschaftsgebiet innerhalb des südostasiatischen Mandala-Systems auf dem Gebiet des heutigen Laos.
Luang Prabang wurde 1707 im Zuge der Aufspaltung des Reiches von Lan Xang gebildet und bestand aus der Hauptstadt Luang Prabang sowie der Umgebung im Norden von Laos. Die inneren Streitigkeiten schwächten das Reich, so dass es praktisch über seine gesamte Geschichte von seinen mächtigeren Nachbarn Siam (dem heutigen Thailand), Vietnam und Birma abhängig war und an diese Tribut zahlen musste. 1779 wurde Luang Prabang als Vasallen-Fürstentum (prathetsarat) ein Teil Siams, behielt jedoch seinen eigenen König. Während der besonders heftigen Auseinandersetzungen mit den chinesischen Horden der Ho, flüchtete sich das Reich Luang Prabang 1887 unter den Schutz Frankreichs. 1893 trat Siam die Hauptstadt Luang Prabang und die östlich des Mekong gelegenen Gebiete des Königreichs vertraglich an Frankreich ab. Die westlich des Mekong gelegenen Gebiete (die heutige Provinz Sayaburi) wurden dadurch allerdings Teil von Siam. König Sakkalin drängte Frankreich, auch noch diese Gebiete zu beanspruchen und 1904 musste Siam in einem neuen Vertrag auch sie abtreten. Auch innerhalb von Französisch-Indochina behielt Luang Prabang seine eigene Monarchie, nun jedoch unter französischem Protektorat.

## Herrscher von Luang Prabang
- 1707–1713 Kingkitsarat
- 1713–1723 Ong Kham
- 1723–1749 Inthasom
- 1749 Inta Pom
- 1750–1768 Sotika Kuman
- 1768–1791 Suriyavong II. (ab 1779 als Vasall Siams)

Vasallenfürsten Siams
- 1791–1795 Interregnum
- 1795–1816 Anurut
- 1817–1836 Manthatulat
- 1836–1851 Sukaseum
- 1851–1872 Tiantha
- 1872–1887 Oun Kham
- Interregnum

Könige unter französischem Protektorat
- 1894–1904 Sakkalin
- 1904–1959 Sisavang Vong (ab 1946 König des geeinten Königreichs Laos)